# بنی چان
بنی چان (انگلیسی: Benny Chan؛ زادهٔ ۷ اکتبر ۱۹۶۹) یک کارگردان فیلم، تهیه‌کننده، و فیلم‌نامه‌نویس اهل هنگ کنگ بود. او بیشتر برای فیلم‌های بلندش مانند یک لحظه عاشقانه (۱۹۹۰)، گلوله بزرگ (۱۹۹۶)، من کی هستم؟ (۱۹۹۸)، داستان جدید پلیس (۲۰۰۴)، له‌له‌های اجباری (۲۰۰۶)، شائولین (۲۰۱۱)، طوفان سفید (۲۰۱۳)، ندای قهرمانان (۲۰۱۶) و آتش خشم (۲۰۲۱) شناخته شده‌است.

## بیماری و مرگ
در سال ۲۰۱۹، چان پس از اینکه در حین کار در فیلم آتش خشم احساس ناراحتی کرد، به سرطان نازوفارنکس مبتلا شد. در چند ماه آخر عمرش در بیمارستان پرنس ولز بستری شد. سرانجام در ۲۳ اوت ۲۰۲۰، چان در آسایشگاه و بیمارستان هنگ کنگ در وان چای، هنگ کنگ درگذشت.